# Соболевська Яна Володимирівна
Яна Володимирівна Соболевська (нар. 1 серпня 1980, Донецьк, Україна) — українська акторка кіно та театру.

## Життєпис
Яна Соболевська народилася 1 серпня 1980 року в Донецьку. Навчалася у Донецькій музичній академії ім. С. Прокоф'єва по класу вокалу.
Закінчила у 2005 році Київський театральний університет ім. Карпенко-Карого (майстерня Валентини Зимньої).
Після закінчення вузу стала акторкою Київського театру «Вільна сцена». 
З грудня 2011 року Яна Соболевська акторка Київського академічного театру драми і комедії на лівому березі Дніпра.
У кіно дебютувала в 2005 році у стрічці «Непрямі докази» режисера В'ячеслава Криштофовича.

## Театральні роботи
Київський театр «Вільна сцена»
- 2007 — «Жінка з минулого» Роланд Шіммельпфеннінґ[en] — Тіна
- 2008 — «Непорозуміння» Альбер Камю — Марія
- 2006 — «Роберто Зукко» Бернар-Марі Кольтес — Сестра
- 2006 — «Трохи вина-2» Луїджі Піранделло — Жінка
- 2006 — «Сьогодні граємо Урок» Ежен Йонеско — Учениця

Студія Паріс
- 2010 — «Вишневий сад» Антон Чехов — Аня
- 2010 — «Острів Болдіно та його мешканці»

Київський академічний театр драми і комедії на лівому березі Дніпра
- 2012 — «Войцек. Карнавал плоті» Георг Бюхнер — Марія[1]
- 2011 — «Дон Жуан, або Уроки зваблювання» — Анжеліна

## Фільмографія
- 2017 — «Що робить твоя дружина?» — Ольга Трубникова, власниця рієлторської фірми
- 2017 — «Перехрестя» — епізод[2]
- 2017 — «Благі наміри» — Наталка
- 2016 — «Підкидьки» — Ірина Старікова
- 2016 — «Не зарікайся» — Вікторія Мєшкова
- 2016 — «На лінії життя» — Марина Тищенко
- 2016 — «Чуже життя» — Тетяна
- 2016 — «Громадянин Ніхто» — Маргарита Лєдєньова
- 2016 — «Біженка» — Катя[3]
- 2014 — «Мажор» — Анна Петрівна Соколовська
- 2014 — «Лабіринти долі» — Зоя Тимофєєва
- 2014 — «Підміна в одну мить» — Віка Федорова
- 2014 — «Це я» — Яна[4]
- 2013 — «Два Івани» — Тетяна Уварова
- 2013 — «Полонянка» — Ірина Хорошко
- 2013 — «Подвійне життя» — Єва
- 2012 — «Лист очікування» — Олена Лалєнкова
- 2012 — «Наречена мого друга» — Марія Румянцева
- 2012 — «Навчаю грі на гітарі» — Настя
- 2012 — «Під прицілом кохання» — Кіра Власова
- 2012 — «Порох і дріб» — Олена Касаткіна
- 2012 — «Смерть шпигунам. Прихований ворог» — Наталя Пашкова
- 2011 — «Скринька Пандори» — Анжела
- 2010 — «Демони» — Алла дружина Дмитра
- 2010 — «Трава під снігом» — Валерія Коміссарова акторка
- 2010 — «Посміхнися, коли плачуть зірки» — Віра Красовська
- 2009 — «Повернення Мухтара-5» — Ліка
- 2008 — «Кохання на асфальті» — Алька
- 2006 — «Повернення Мухтара-3» — Жанна
- 2006 — «За все тобі дякую-2» — Стелла
- 2006 — «Танго кохання» — співробітниця в офісі
- 2005 — «Непрямі докази» — епізод